# Вирнт фон Графенберг
Вирнт фон Графенберг (нем. Wirnt von Grafenberg, Gräfenberg); также Гравенберг (Gravenberg), — средневековый немецкий писатель, автор поэмы «Вигалуа». Жил в конце XII и первой половине XIII веков.
Фон Графенберг означает «из Графенберга», по названию замка в городке того же имени (ныне Грефенберг в Баварии). Автор пользовавшейся в своё время большим успехом поэмы о рыцаре Вигалуа, источником для которой послужил французский роман «Прекрасный Незнакомец» (фр. Le bel inconnu). По мнению ЭСБЕ, в этом сочинении заметно влияние на автора поэтов Гартмана фон Ауэ (1160/70 −1210/20) и Вольфрама фон Эшенбаха (ок. 1170—1220). В 1472 году поэма была переложена прозой и только в 1593 году впервые напечатана — в Аугсбурге. В поэме впервые упоминаются курьерские шахматы.
О самом Вирнте фон Графенберге известно только, что он присутствовал при погребении герцога меранского Бертольда IV в 1206 году и что он, вероятно, участвовал в Крестовом походе 1228 года.
Поэма «Вигалуа» издана Пфейффером (англ. Franz Pfeiffer; Лейпциг, 1847) и Бенеке (Берлин, 1879).